# Irán en los Juegos Olímpicos de Innsbruck 1964
Irán estuvo representado en los Juegos Olímpicos de Innsbruck 1964 por cuatro deportistas masculinos que compitieron en esquí alpino.
El portador de la bandera en la ceremonia de apertura fue el esquiador alpino Ovanes Meguerdonian El equipo olímpico iraní no obtuvo ninguna medalla en estos Juegos.